# Изабела дьо Валоа (1348 – 1372)
Вижте пояснителната страница за други личности с името Изабела Френска.
Вижте пояснителната страница за други личности с името Изабела Валоа.
Изабела дьо Валоа или Изабела Френска (на френски: Isabelle de Valois, Izabelle de France; * 1 октомври 1348, дворец Венсен; † 11 септември 1372, Павия) е френска принцеса от фамилията Валоа и чрез женитба господарка на Милано. Тя е прабаба на Луи XII, крал на Франция, и прапрабаба на крал Франсоа I.

## Произход
Тя е дъщеря на френския крал Жан II Добрия (1350 – 1364) и Бона Люксембургска, принцеса от Бохемия (1315 – 1349). Сестра е на Шарл V Мъдрия (1338 – 1380), крал на Франция от 1364.

## Господарка на Милано
Изабела се омъжва през юни 1360 г. за Джан Галеацо Висконти (1351 – 1402), господар на Милано от фамилията Висконти. Тя е първата му съпруга. Те имат децата:
- Джан Галеацо II Висконти (1366 – 1376)
- Ацоне Висконти (1366 – 1381)
- Валентина Висконти (1368 – 1408), ∞ 17 август 1389 за херцог Луи Орлеански (1372 – 1407), по-малък брат на френския крал Шарл VI
- Карло Висконти (* 11 септември 1372, † 1373 в Павия)

Изабела умира при раждане през 1372 г.